# Sillon du sinus sigmoïde
Le sillon du sinus sigmoïde est un sillon osseux de la base interne du crâne situé dans la fosse crânienne postérieure.
Il héberge le sinus transverse de la dure-mère.
Il est constitué de trois segments :
- un segment occipital,
- un segment temporal,
- un segment pariétal.

## Segment occipital

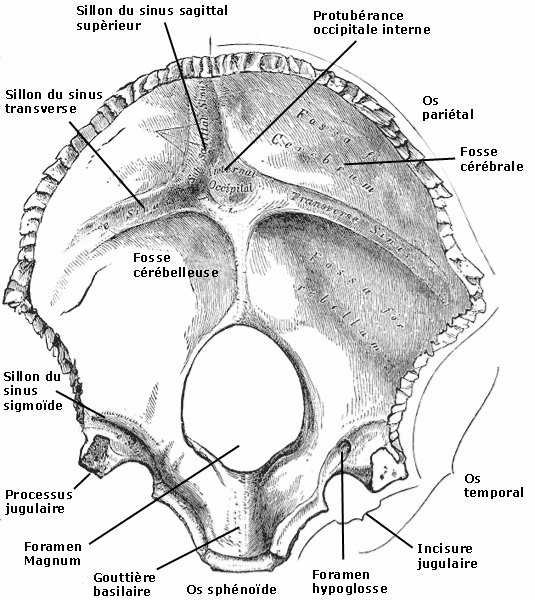
l'os occipital

Le sillon du sinus sigmoïde de l'os occipital  est un segment courbe le long du bord externe de la partie basilaire de l'os occipital et au-dessus de la base du processus jugulaire.
Il se poursuit par le segment temporal.

## Segment temporal

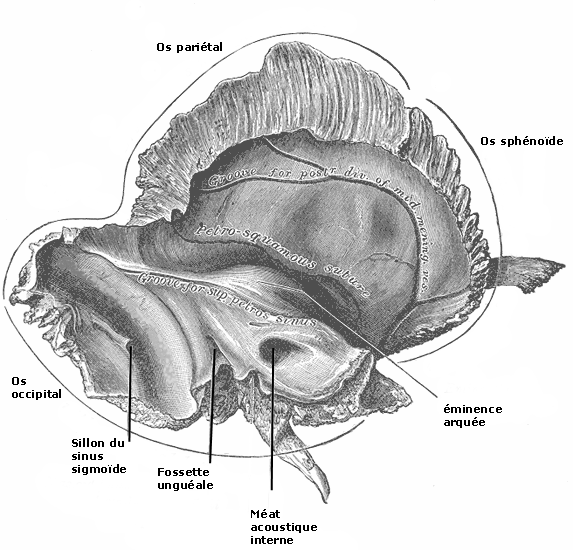
l'os temporal

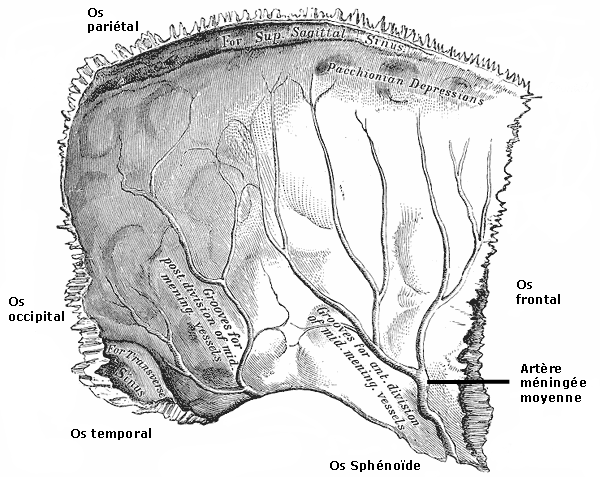
l'os pariétal

Le sillon du sinus sigmoïde de l'os temporal se situe à la base de la face postérieure de la partie pétreuse de l'os temporal.
Dans lu sillon s'ouvre l'ouverture endocrânienne du foramen mastoïdien donnant passage à une veine émissaire.
Il se poursuit par le segment pariétal.

## Segment pariétal
Le sillon du sinus sigmoïde de l'os pariétal est un court segment situé à l'angle postérieur et inférieur de la face endocrânienne de l'os pariétal.